# Pantenus

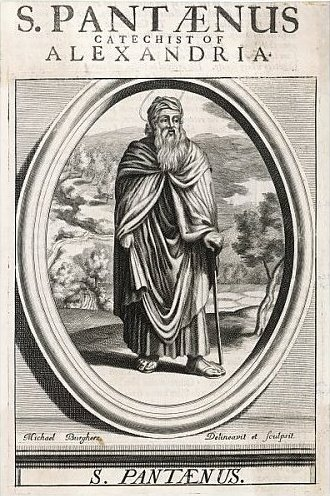
Afbeelding van Pantenus uit de zeventiende eeuw.

Pantenus (ook wel als "Pantaenus" geschreven) († ca. 200) was een christelijk theoloog die de "Catechetische School van Alexandrië" stichtte rond 190. Dit was de eerste catechetische school en was van grote invloed op de ontwikkeling van de christelijke theologie.
Pantenus was een stoïcus die filosofie onderwees in Alexandrië. Hij bekeerde zich tot het christendom en probeerde zijn nieuwe geloof te verzoenen met de Griekse filosofie. Zijn beroemdste leerling, Clemens van Alexandrië, die hem opvolgde als hoofd van de Catechetische School, beschreef Pantenus als "de Siciliaanse bij". Hoewel geen geschriften van Pantenus bewaard zijn gebleven, is zijn nalatenschap bekend door de invloed van de Catechesische School op de ontwikkeling van de christelijke theologie, in het bijzonder in de vroege discussies over de interpretatie van de Bijbel, de drie-eenheid en christologie. Hij was de belangrijkste ondersteuner van Serapion van Antiochië in zijn strijd tegen de invloed van het gnosticisme.
Eusebius van Caesarea vertelt dat Pantenus, in aanvulling op zijn werk als leraar, enige tijd zendeling was. Volgens Eusebius reisde Pantenus naar India, waar hij christelijke gemeenschappen aantrof die het Evangelie van de Hebreeën of het Evangelie volgens Matteüs in Hebreeuwse letters gebruikten, naar verluidt voor hen achtergelaten door de apostel Bartolomeüs. Dit zou erop kunnen wijzen dat Syrische christenen een Oudsyrische versie van het Nieuwe Testament hadden gebruikt om al tegen het einde van de tweede eeuw in delen van India te evangeliseren; het is zeker dat de vroegste Indiase kerken ontstaan zijn vanuit Syrische zendingsreizen en dat daarbij Oudsyrische bijbels werden gebruikt. Andere schrijvers hebben echter geopperd dat Pantenus moeite had met de taal van de Thomaschristenen en hun verwijzing naar "Mar Thoma" (bisschop Tomas), van wie momenteel wordt aangenomen dat hij India kerstende vanuit de Syrische kerken in India, verwarde met "Bar Tolmai" (de Hebreeuwse naam voor Bartolomeüs). Anderen zeggen dat Eusebius India heeft verward met Arabië of Ethiopië, zoals dat wel vaker door Griekse schrijvers werd gedaan.
Hiëronymus baseerde zich kennelijk volledig op Eusebius' bewijs uit de Historia Ecclesiastica toen hij schreef dat Pantenus India bezocht "om Christus te prediken aan de brahmanen en filosofen daar". Het is onwaarschijnlijk dat Hiëronymus informatie over Pantenus' zendingsreis naar India had die onafhankelijk was van die van Eusebius. Aan de andere kant is zijn bewering dat "veel" van Pantenus' Bijbelcommentaren op dat moment nog beschikbaar waren, gebaseerd op eigen waarneming.
Pantenus' feestdag is 7 juli (of 22 juni in de Koptische traditie).